# Твердак Андрій Олексійович
Андрій Олексійович Твердак (13 липня 1973, Боярка, Київська область) — український актор театру, кіно та дубляжу, диктор і брендвойс телеканалів «1+1 Media».

## Біографія
Народився 13 липня 1973 року у місті Боярка Київської області.
Закінчив Боярську середню школу N3 і Київський державний інститут театрального мистецтва імені Івана Карпенка-Карого (курс Ю. М. Мажуги та І. О. Молостової).
У галузь озвучення потрапив після телефонного дзвінка актора Олександра Завальського, який запропонував спробувати озвучувати фільми для телебачення.
Один з перших акторів озвучення студії «1+1» і брендвойс каналів групи «1+1 Media». Гран-прі фестивалю «Оберіг'90» та лауреат фестивалів «Оберіг'91» і «Оберіг'92» (Луцьк).
Учасник фестивалю «Білостоцькі мальви» (Польща). Дипломант пісенного конкурсу «Червона рута».

## Особисте життя
Під час озвучення серіалу «Германова голова» для телеканалу «ICTV» познайомився зі своєю майбутньою дружиною Оксаною Батюк.

## Фільмографія
- «Пес-2» (2016)
- «Ментівські війни. Київ» (2017)
- «Стоматолог» (2018)
- «Лабіринт» (2020)
- «Козирне місце» (2021)
- «Коп з минулого» (2024)

## Дублювання та озвучення
Сотні ролей українською та російською для студій та телеканалів «1+1», «ICTV», «СТБ», «Le Doyen», «Постмодерн» та інших.